# Sinacalia
Sinacalia – rodzaj roślin z rodziny astrowatych. Należą do niego trzy gatunki będące endemitami Chin. Jeden z nich, Sinacalia tangutica, rośnie introdukowany w Europie – na Wyspach Brytyjskich i Półwyspie Skandynawskim. Gatunek ten uprawiany jest jako roślina ozdobna.

## Morfologia
PokrójByliny z grubym, bulwiastym kłączem, licznymi cienkimi korzeniami i prosto wzniesionymi łodygami.
LiścieSkrętoległe, pojedyncze. Ogonkowe, z nieoskrzydlonym ogonkiem (co różni ten rodzaj od języczki Ligularia). Dolne liście zwykle zasychają i odpadają w czasie kwitnienia. Blaszka dłoniasto lub pierzaście użyłkowana, w zarysie zaokrąglona lub jajowata, u nasady sercowata, głęboko pierzasto wcinana lub niewcinana.
KwiatyZebrane w koszyczki wyrastające pojedynczo na szczycie łodygi lub bardzo liczne, tworzące wiechopodobny kwiatostan typu tyrs. Rozgałęzienia kwiatostanu wsparte podsadkami. Okrywy są walcowate lub dzwonkowate z listkami okrywy wyrastającymi w kilku rzędach, na końcach owłosionych, na skraju błoniastych. Kwiatów języczkowych jest od 2 do 8, są one równowąskie do podługowatych, żółte, zakończone dwoma lub trzema ząbkami. W środkowej części koszyczka rozwijają się kwiaty obupłciowe rurkowate w liczbie dwóch lub większej. Ich korona jest w dole rurkowata, w górze lejkowata, zakończona 5 łatkami, barwy żółtej. Szyjka słupka rozwidlona z ramionami podwiniętymi.
OwoceNiełupki walcowate, żebrowane, nagie. Puch kielichowy trwały, włosowaty.

## Systematyka
Pozycja systematyczna
Rodzaj z rodziny astrowatych Asteraceae, w obrębie której klasyfikowany jest do podrodziny Asteroideae, plemienia Senecioneae i podplemienia Tussilagininae. Najbliżej spokrewnione rodzaje to języczka Ligularia i Parasenecio.
Wykaz gatunków
- Sinacalia davidii (Franch.) H.Koyama
- Sinacalia macrocephala (H.Rob. & Brettell) C.Jeffrey & Y.L.Chen
- Sinacalia tangutica (Maxim.) B.Nord.